# Баунс (камень)
«Баунс» (англ. Bounce, МФА: — Отскакивающий) — камень размером с футбольный мяч, найденный марсоходом Оппортьюнити в апреле 2004 года. Находится на плато Меридиана, в точке с координатами 1°54′ ю. ш. 354°30′ в. д. / 1,9° ю. ш. 354,5° в. д.. Камень главным образом состоит из пироксенов. Камень был назван «отскакивающим», в честь того, что в процессе посадки, об него случайно ударился спускаемый аппарат вместе с марсоходом Оппортьюнити, который для этого использовал подушки безопасности.
Данный камень имеет поразительное сходство с классом марсианских метеоритов, которые были найдены на Земле, известные как shergottites.